# Sigurður Grétarsson
Sigurður Grétarsson (ur. 2 maja 1962) – islandzki piłkarz występujący na pozycji napastnika. Trener piłkarski.

## Kariera klubowa
Sigurður karierę rozpoczynał w sezonie 1979 w zespole Breiðablik UBK. W tym samym roku awansował z nim z 1. deild do Úrvalsdeild. Pod koniec 1980 roku został wypożyczony do niemieckiego drugoligowca, FC Homburg. Zadebiutował tam 31 października 1980 w przegranym 1:7 meczu z SV Darmstadt 98. Po sezonie 1980/1981 wrócił do Breiðablika. Grał tam do 1983 roku.
Następnie został graczem niemieckiej Tennis Borussii Berlin, grającej w Oberlidze Berlin (III liga). W 1984 roku odszedł stamtąd do greckiego Iraklisu. Występował tam przez rok, a potem przeszedł do szwajcarskiego FC Luzern. W 1989 roku zdobył z nim mistrzostwo Szwajcarii. W Luzern Sigurður spędził pięć lat.
W 1990 roku przeniósł się do Grasshopper Club, z którym w 1991 roku wywalczył mistrzostwo Szwajcarii. W 1993 roku odszedł z drużyny Grasshoppers. W kolejnych latach był jeszcze grającym trenerem islandzkich zespołów Valur oraz Breiðablik UBK. W 1998 roku wraz z Breiðablikiem awansował z 1. deild do Úrvalsdeild. W 2000 roku zakończył karierę piłkarską, a w zespole pozostał jeszcze przez rok jako trener.

## Kariera reprezentacyjna
W reprezentacji Islandii Sigurður zadebiutował 14 lipca 1980 w przegranym 1:3 towarzyskim meczu z Norwegią. 1 sierpnia 1982 w wygranym 4:1 towarzyskim pojedynku z Wyspami Owczymi strzelił dwa gole, które jednocześnie były jego pierwszymi w kadrze. W latach 1980–1992 w drużynie narodowej rozegrał 46 spotkań i zdobył 8 bramek.